# Шполянський завод запасних частин
Шполянський завод запасних частин заснований у вересні 1967 року як філіал Митищенського машинобудівельного заводу з метою забезпечення виробництва запасних частин для потреб останнього.

## Історія підприємства
У вересні 1968 року на заводі була випущена перша промислова продукція. 1973 року річний обсяг продукції, що вироблялася на заводі, становив 1,2 мільйона карбованців. Після завершення будівництва на основі будівельного відділку утворюється організація «ПМК-257», котра прилучилася до будівництва в Шполі, трансформаторної підстанції для постачання електроенергії в місто та села району.
1988 роком завершено будівництво цеху з виготовлення причепів до легкових автомобілів.
В 2010-х роках заводом випускаються гальмівні циліндри та блоки-гальма для старих вагонів метрополітену й вагонів нового покоління — «Русич», «Яуза», електропоїздів, рейкових автобусів, притлумлювачів коливань для вагонів метрополітену та залізничного транспорту, продукція відправляється до Російської Федерації, країн колишнього СНД та ЄС.
Також на підприємстві виготовляються редуктори, коробки зміни передач, бортових передач — виготовляється на зубооброблювальному обладнанні — зубошліфувальних та проточних верстатах.
При підприємстві діють їдальня та медичний пункт; залежно від фінансового стану, на виробництві залучені 500–1000 чоловік.

## 2014
На початку серпня 2014 року колишній директор підприємства Михайло Шандрук зробив заяву, що на підприємстві і в часи антитерористичної операції виготовляють комплектуючі для російських «Буків». РНБО спростувало цю інформацію; виконувач обов'язків директора Віктор Ворона повідомив, що військову техніку на заводі виготовляли ще до розпаду СРСР. Речник РНБО Андрій Лисенко повідомив, що на заводі виготовляються запчастини, які йдуть на потреби української армії.
20 серпня 2014 року з'явилася інформація, що прокуратура Шполянського району вимагає скасувати рішення виконкому Шполянської міської ради, згідно з яким ще 1996 року було незаконно оформлено право власності на завод запасних частин російським підприємством ВАТ «Метровагонмаш».

## Приватизація
1 березня 2017 КМУ ухвалив рішення віднести до сфери управління Фонду державного майна нерухоме майно по вул. Соборній, 138 з метою його подальшої приватизації.  Реалізація розпорядження має забезпечити ефективне управління державним майном, та збільшити надходження до державного бюджету за результатами приватизації.